# Manoir de la Chaslerie
 (novembre 2019).
Le manoir de la Chaslerie est un édifice bâti du XVIe au XVIIIe siècle, qui se dresse sur le territoire de l'ancienne commune française de La Haute-Chapelle, dans le département de l'Orne, en région Normandie.

## Localisation
Le manoir est situé au bout d'une longue allée de 500 mètres, à 2 km au nord du bourg de La Haute-Chapelle, au sein de la commune de Domfront en Poiraie, dans le département français de l'Orne.

## Historique
Le manoir a appartenu, jusqu'à la Révolution française, à la famille Ledin. En termes de féodalité, la Chaslerie relevait de l'abbé et des religieux de l'abbaye de Lonlay. L'un des membres de la famille Ledin, gérant les intérêts privés du ministre Sully à cette abbaye, bâtit le bâtiment principal en 1598. La violence de ces temps troublés explique le caractère défensif marqué du manoir dont une particularité remarquable est un mur de banc de tir, datant de la régence de Marie de Médicis ; ce mur, percé de nombreuses arquebusières, flanque le logis à l'est sur une centaine de mètres de longueur. La famille Ledin occupa à diverses reprises la charge de vicomte de Domfront et s'éleva socialement, notamment grâce à des alliances, sans toutefois dépasser, du moins dans l'ordre administratif, des charges locales. Au XVIIe siècle, l'église Notre-Dame-sur-l'Eau, à Domfront, avait été en quelque sorte annexée par la famille Ledin qui y avait fait apposer ses armes à de multiples endroits et déposé les dalles funéraires de nombre de ses membres, y compris un élégant gisant en armure, sculpté dans le calcaire, et qui constitue, à ce jour, le seul gisant restant dans le département de l'Orne. Au moment de la Révolution, la famille Ledin était « tombée en quenouille » ; le gendre propriétaire de la Chaslerie, Louis-Marie de Vassy, comte de Brécey et de Pirou, seigneur de La Forêt-Auvray, fut député de la noblesse aux États généraux de 1789 puis émigra, de sorte que la Chaslerie fut vendue comme bien national.  
La famille Levêque, des gens de robe originaires du bourg voisin de Saint-Mars-d'Égrenne, conserve la Chaslerie pendant près de deux siècles.  
Les propriétaires actuels achetèrent la Chaslerie en 1991. Une association fondée en 2020, La SVAADE, y organise des spectacles à la belle saison, dans un esprit de schubertiade.

## Description

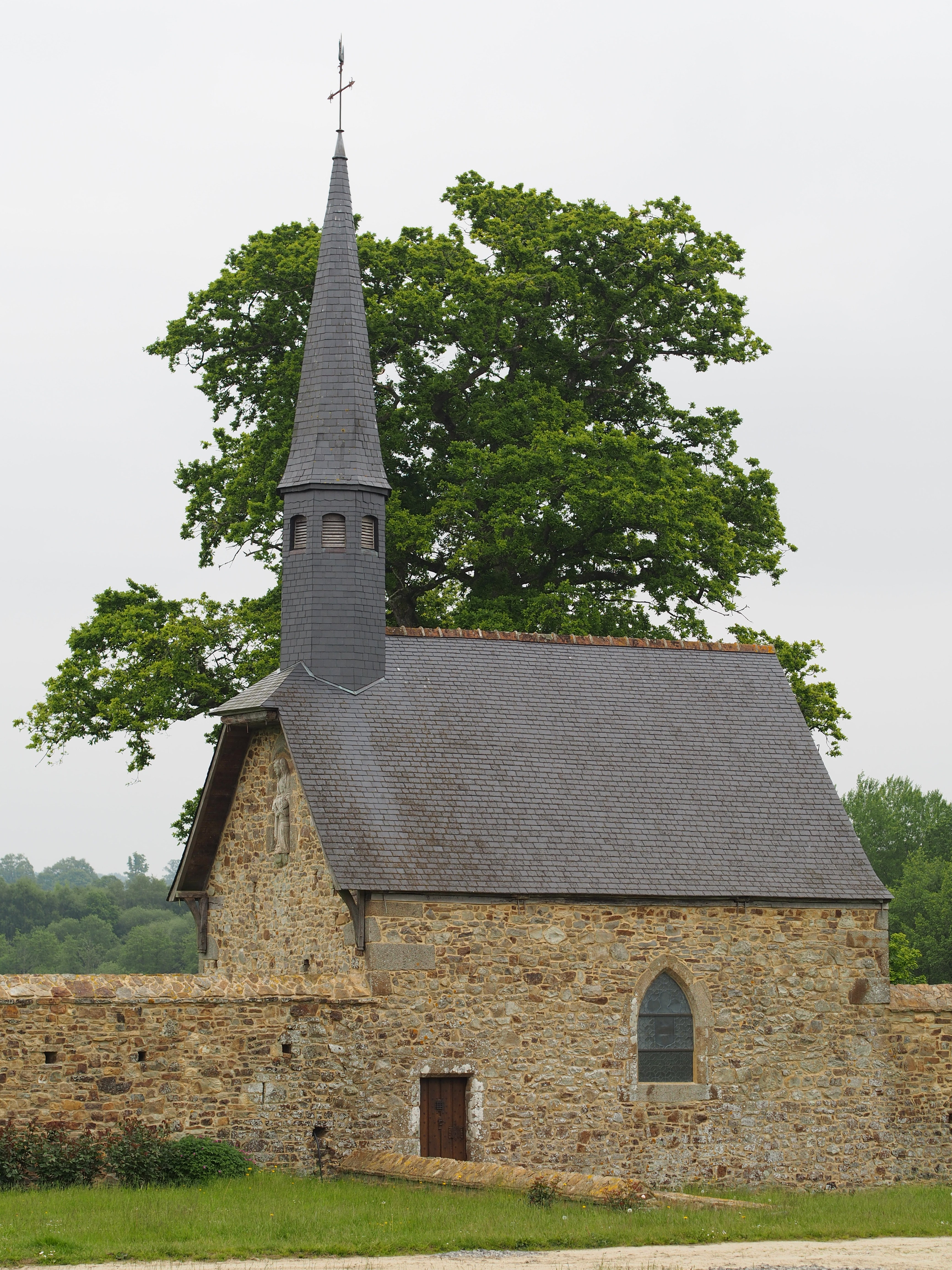
La chapelle.

Le manoir de la Chaslerie constitue ce que, dans le bocage normand, on appelle un « village », avec ferme, pressoir avec son gadage, cave (pour le poiré et le calvados), fournils et puits. Diverses autres dépendances en colombage complétaient les abords. Le manoir proprement dit est bâti autour d'une cour fermée. Le bâtiment principal, à l'est de la cour, est flanqué en diagonale de deux tours coiffées en poivrières ; il porte la date de 1598. À l'intérieur, un grand escalier de granit à mur d'échiffre dessert le premier étage. À l'ouest de la cour sont édifiés une tour Louis XIII, un bâtiment d'écuries et un colombier. Au sud de la cour, la double porte charretière et piétonnière est surmontée d'un élégant dôme à l'impériale à courbures inversées. Sur l'ensemble des bâtiments sur cour, les cheminées sont décorées de boules de noblesse selon une tradition locale censée — du moins sous l'Ancien Régime — éloigner les agents du fisc en rappelant la noblesse des occupants. La chapelle castrale du XIVe siècle, dédiée à sainte Anne et dont l'intérieur fut décoré de peintures murales, notamment sous Louis XIV, est bâtie à une vingtaine de mètres au sud du bâtiment principal. Avec ce dernier, différents murs percés de nombreuses meurtrières, murets et trois douves, elle entoure un terrain connu anciennement sous le nom de « Pournouët », ce qui renvoie au caractère marécageux des terrains en contrebas, à l'est.
Depuis 1991, les travaux de restauration ont principalement visé la mise hors d'eaux des habitations et la remise en état des abords. Le projet des propriétaires actuels, assistés pour ce faire par l'association La SVAADE, est de mettre ce monument à la disposition de classes de maîtres avec des résidences d'artistes.

## Protection
Au titre des monuments historiques :
- l'ancien château, sauf les parties classées est inscrit par arrêté du 2 novembre 1926 ;
- l'ancienne allée d'accès du manoir est inscrite par arrêté du 26 octobre 1993 ;
- le porche avec son dôme à l'impériale ; les façades et toitures du manoir comprenant le logis et ses deux tours d'angle, ainsi que les trois bâtiments qui lui font face (pavillon du XVIIe siècle et son escalier d'accès, les anciennes écuries du XVIIIe siècle, le pavillon du colombier du XVIIIe siècle) ; la cour avec ses murs de clôture et son bassin ; la chapelle, avec son décor intérieur ; la terrasse située à l'est du manoir supportant l'ancien jardin avec ses murs de clôture et de soutènement, ses douves et le bief situé à l'angle nord-est ainsi que le bief amont sont classés par arrêté du 4 juillet 1995.

## Visite
Le public peut visiter gratuitement l'extérieur du manoir tout au long de l'année. L'intérieur peut aussi se visiter par groupes et sur rendez-vous.